# كاسي بيرنال
كاسي رينيه بيرنال (بالإنجليزية: Cassie Bernall) هي أحد ضحايا مذبحة كولمباين الثانوية هي الأخرى مع رايتشل سكوت تركت اثر ديني رائع لمس الكثير من الاشخاص وهي الأخرى قتلت من قبل اريك هاريس الذي سألها قبل اطلاق النار عليها السؤال الذي ادى إلى شهرتها «هل تؤمنين بالله؟» واجابتها كانت نعم ومن ثم أطلق النار عليها ولكن القصة لم تكن الا كذبة ولم تكن كاسي الفتاة التي سألها بل فتاة أخرى ولكن هذا لا يقلل اهمية كاسي الدينية.
في شهر سيبتمبر من عام 1999 نشرت والدة كاسي ميستي بيرنال كتاب بعنوان She Said Yes: The Unlikely Martyrdom of Cassie Bernall الذي تكلم عن حياة كاسي بشكل عام وعن حياتها الدينية قالت ميستي في كتابها
«كاسي ارادت ان تعطي حياتها للمسيح لم تهتم لأي أحد ارادت ان تكون نفسها وتعيش لليسوع وحده هذا ما ارادته كاسي» 
كاسي امتلكت قصة رائعة أيضا عندما كانت كاسي في الرابعة عشر والخامسة عشر من عمرها ادمنت الكحول واستمعت للمغني مارلين مانسون الذي قدسه مرتكبين المذبحة ولكن في عام 1997 تغيرت كاسي وتغيرت حياتها للابد قبل يوم من وفاتها كتبت كاسي لصديقتها
«اريد ان اعيش لا الله واعطي كل حياتي له اعلم ان هذا صعب ولكنه يستحق العناء» 
الكثير من الاشخاص كاسي كانت الهامهم في 24/4/1999 في ميشغان جنازة كبيرة لكاسي تكلم بها المراهقين عن صعوبات كونهم مسيحين وكيف كاسي غيرت حياتهم بقصتها الرائعة.
تكلمت والدة كاسي عن شدة امتنانها لكون كاسي قد انقذت من قبل الله قبل فوات الاوان وفوات الاوان يعني قبل ان يدخل كل من اريك هاريس وديلان كليبولد المدرسة ويقتلان 13 شخص 12 طالب ومعلم.
دخلت كاسي مدرسة كولومباين كا بداية جديدة في الصف العاشر بعد انتحار صديقة لها واندماجها مع رفاق السوء قرر والديها براد بيرنال وميستي بيرنال الانتقال إلى كولومباين قالت والدة كاسي
«انا وبراد اخبرنا كاسي هذه بداية جديدة لك أنت الآن لوحدك وعليك الاعتماد على نفسك»
وكاسي اثبتت لهم بالفعل اعتمادها على نفسها بعد ان ذهبت إلى الكنيسة مع صديقتها اماندا وتغيرت تغيرت للابد.